# Voo Air France 007
O Voo Air France 007, foi um voo internacional, que caiu em 3 de junho de 1962 durante a decolagem do Aeroporto de Orly. A Air France acabava de abrir seu novo escritório no centro de Atlanta e este foi o voo inaugural da rota Paris-Nova Iorque-Atlanta-Houston. A Air France estava fazendo o melhor para divulgar o voo e, portanto, foi preenchido com a elite de Atlanta. Os únicos sobreviventes do desastre foram duas comissárias de bordo, Mademoiselle Françoise Authie e Jacqueline Gille sentadas na parte de trás da aeronave; O resto da tripulação de voo e os 122 passageiros a bordo do Boeing 707 foram mortos. O acidente foi no momento, o pior desastre aéreo com uma aeronave única da história, o primeiro desastre de avião de avião civil com mais de 100 mortes e o segundo desastre de aviação mais mortal na história.

## Acidente
De acordo com testemunhas, durante a decolagem na pista 8, o nariz do voo 007 levantou a pista, mas o trem de pouso principal permaneceu no chão. Mesmo que a aeronave já tenha excedido a velocidade máxima na qual a decolagem poderia ser abortada com segurança dentro do comprimento de pista restante, a tripulação de voo não teve outra escolha e tentou abortar o decolagem.
Com menos de 3 000 pés (910 m) de pista restante, os pilotos usaram freios de roda e empuxo reverso para tentar parar o Boeing 707. Eles travaram com tanta força que destruíram os principais pneus e rodas do trem de pouso, e a aeronave escorregou da pista. O avião caiu na cidade de Villeneuve-le-Roi. O trem de pouso esquerdo falhou e explodiu. Três comissários de bordo sobreviveram inicialmente ao desastre. Dois comissários sentados na parte de trás do Boeing sobreviveram com graves ferimentos, mas o terceiro morreu no hospital. Na época, era o pior desastre aéreo do mundo envolvendo uma aeronave.
Uma investigação posterior encontrou indicações de que um motor que conduzia a guarnição do profundor pode ter falhado, deixando o piloto Roland Hoche e o Primeiro oficial Jacques Pitoiset incapazes de completar a rotação e a decolagem.

## Nacionalidades das vítimas
| Nacionalidade     | Passageiros | Tripulação | Total |
| ----------------- | ----------- | ---------- | ----- |
| Estados Unidos    | 120         | 0          | 120   |
| França            | 0           | 10         | 10    |
| Não identificados | 16          | 0          | 16    |
| Total             | 122         | 10         | 132   |

## Situação em Atlanta
A Atlanta Art Association patrocinou um passeio de um mês de duração dos tesouros artísticos da Europa e 106 dos passageiros eram críticos de arte americanos voltando para Atlanta a este voo charter. O grupo de turismo incluiu muitos dos líderes culturais e civis de Atlanta. O prefeito de Atlanta, Ivan Allen Jr., foi a Orly para inspecionar o local do acidente onde tantos moradores de Atlanta morreram.
Durante sua visita a Paris, os críticos das artes de Atlanta viram o Arranjo em Cinza e Preto nº1 no Louvre. No final de 1962, o Louvre, como um gesto de boa vontade para o povo de Atlanta, enviou o Arranjo em Cinza e Preto nº1 a Atlanta para ser exibida no Woodruff Arts Center.
O Woodruff Arts Center, originalmente chamado Memorial Art Center é um dos maiores dos Estados Unidos, foi fundado em 1968 em memória daqueles que morreram no acidente. A perda para a cidade foi um catalisador para as artes em Atlanta, ajudou a criar este memorial para as vítimas e levou à criação da Atlanta Arts Alliance. O governo francês doou a escultura A sombra de Auguste Rodin, ao High Museum of Art em memória das vítimas do acidente. Ann Uhry Abrams, autora do livro Explosion em Orly: The True Account of the Disaster that Transformed Atlanta, descreveu o incidente como "a versão do 11 de setembro, na medida em que o impacto na cidade em 1962 foi comparável a Nova Iorque de 11 de setembro".
O acidente ocorreu durante o movimento dos direitos civis nos Estados Unidos. O líder dos direitos civis, Martin Luther King, Jr., e o animador e ativista Harry Belafonte, anunciaram o cancelamento de um assento no centro de Atlanta (um protesto da segregação racial da cidade) como um gesto conciliatório para a cidade afligida. No entanto, o líder da Nation of Islam, Malcolm X, falou em Los Angeles, expressou alegria pelas mortes do grupo branco de Atlanta, dizendo: "Eu gostaria de anunciar uma coisa muito bonita que aconteceu... Eu consegui um fio de Deus hoje... Bem, tudo bem, alguém veio e me disse que ele realmente havia respondido nossas preces na França. Ele deixou cair um avião do céu com mais de 120 pessoas brancas, porque os muçulmanos acreditam em um olho por uma Olho e dente por dente. Mas graças a Deus, a Jeová ou a Deus, continuaremos orando e esperamos que todos os dias um outro avião caia do céu ". Essas observações levaram o prefeito de Los Angeles, Sam Yorty, a denunciá-lo como um "demônio" e ao Dr. King para expressar desentendimento com sua afirmação. Malcolm comentou mais tarde que Malcom. Este incidente foi o primeiro em que Malcolm X ganhou ampla atenção nacional. Malcolm explicou mais tarde o que ele quis dizer: "Quando esse avião caiu na França com um grupo de 130 pessoas brancas e aprendemos que 120 deles eram do estado da Geórgia, o estado onde meu próprio pai era escravo, bem para eu não poderia ter sido nada além de um ato de Deus, uma benção de Deus (...)"

## Na arte e na cultura popular
Andy Warhol pintou sua primeira "pintura de desastre", 129 Die in Jet! com base na capa do New York Times de 4 de junho de 1962, no dia seguinte ao acidente. Naquele tempo, o número de mortes era de 129.

## Número do voo
A Air France continua a usar o número de voo 7 até hoje. No entanto, o número do voo é usado na viagem de volta para a França, e o vôo agora só vai do Aeroporto Internacional John F. Kennedy da Nova Iorque ao Aeroporto Internacional Charles de Gaulle de Paris, usando um Airbus A380-800. A viagem para a frente é agora o voo 6, terminando em Nova Iorque.